# Район Хіґашіяма
Райо́н Хіґашія́ма (яп. 東山区, ひがしやまく, МФА: [çigaɕijama ku]) — район міста Кіото префектури Кіото в Японії.  Площа становить 7,46 км². Станом на 1 жовтня 2017 року населення складало 37 986  осіб, густота населення — 5090 осіб/км².

## Назва
Назва походить від гірської місцевості Хіґашіяма, на сході від середньовічного Кіото.

## Історія
- 1 квітня 1929 — утворено міський район Хіґашіяма шляхом виокрмлення його зі складу району Шімоґьо міста Кіото.
- 1933 — приєднано містечко Ямасіна[2] повіту Удзі до складу району Хіґашіяма.
- 1976 — виокремлено район Ямасіна зі складу району Хіґашіяма.

## Пам'ятки і установи
- Кійомідзудера
- Кіотський національний музей
- Сандзюсанґендо
- Тіон'їн